# ヴィシゴロド公
ヴィシゴロド公はヴィシゴロド公国の君主の称号である（「公」はクニャージからの訳出による）。公・公国の名は、その中心都市だったヴィシゴロド（現ヴィーシュホロド）による。

## ヴィシゴロド公の一覧
- ヤロポルク・イジャスラヴィチ - 在位：1077年 - 1078年[1]
- フセヴォロド・ムスチスラヴィチ - 在位：1136年[1]
- アンドレイ・ユーリエヴィチ - 在位：1149年[1]
- ヴャチェスラフ・ウラジミロヴィチ - 在位：1149年 - 1150年[1]
- アンドレイ・ユーリエヴィチ - 在位：1150年 - 1151年[1]
- ヴャチェスラフ・ウラジミロヴィチ - 在位：1156年[1]
- ダヴィド・ロスチスラヴィチ - 在位：1167年 - 1180年[1]
- イジャスラフ・ダヴィドヴィチ？ - 在位：1180年[2] - 1184年
- ウラジーミル・ダヴィドヴィチ？- 在位：1184年？ - 1187年
- ムスチスラフ・ダヴィドヴィチ - 在位：1184年？ - 1187年[3]
- ロスチスラフ・リュリコヴィチ - 在位：1198年 - 1203年[4]
- ヤロスラフ・ウラジミロヴィチ - 在位：1199年 - 1201年[1] / 1203年？ - 1205年[4]
- ロスチスラフ・リュリコヴィチ - 在位：1205年 - 1210年[1] / 1205年 - 1207年、1208年 - 1210年[4]
- ロスチスラフ・ヤロスラヴィチ - 在位：1210年 - 1212年[4]
- イジャスラフ・ムスチスラヴィチ？ - 在位：1232年頃 - 1235年、1236年 - 1239年？[4]

1240年、モンゴルのルーシ侵攻によって消滅